# Palma Sola
Palma Sola é um município brasileiro do estado de Santa Catarina. Localiza-se a uma latitude 26º20'51" sul e a uma longitude 53º16'42" oeste, estando a uma altitude de 870 metros.
Sua população estimada em 2011 é de 7.731 habitantes. Possui uma área de 331,776 km².

## História
O Município de Palma Sola muito antes de ser colonizado pelos imigrantes alemãs, italianos, poloneses, oriundos do Rio Grande do Sul, era ocupado por grandes fatos históricos que deu sentido e embasamento para a historia do Brasil. 
Tudo começa com a independência do Uruguai em 1830, que antes pertencia ao Brasil, e mesmo com independência alguns brasileiros continuaram com sua permanência em solo agora uruguaio onde tinham suas fazendas de gado. Mas em 1851, o uruguaio Oribe, apoiado pelo Ditador Rosas da Argentina, começaram atacar os brasileiros remanescentes, obrigando a intervenção do Brasil, sob comando de Duque de Caxias.
Vicente Antunes de Lara, que abrigava o acampamento das forças armadas Império Brasileiro, no Uruguai, passou a sofrer perseguições e ataque e regressou com sua família, trazendo uma tropa de mais de 600 reses, acantonando-se nos campos de Santiago do Boqueirão -RS. Na qual foi divida para seus filhos e coube as fazendas denominadas Tijucas - Jacutinga - Forquilha - Perseverança - Araçá - Capetinga - São Vicente(Palma Sola) e Conceição também uma parte fazia parte de Palma Sola.
Em 1867 Vicente Antunes de Lara compra cinco Fazendas criadas pelo Governo de São Paulo, para marcar presença em terras catarinenses, que pertenciam a Baroneza de Itu. Na atualidade a área de terra do Vicente compreendia a extensão: da sanga do Potrilio Morto (Santo Antonio) à sanga do Vitorino (Vitorino-PR), que compreende os municípios de Palma Sola, Dionísio Cerqueira, Campo Erê, parte de Barracão, parte de Santo Antonio, parte de Marmeleiro, parte de Flor da Serra, parte de São Lourenço do Oeste e parte de Vitorino.
Em 1867 no desenrolar da Guerra do Paraguai, Vicente Antunes de Lara, recebeu de Dom Pedro II a missão para constatar a hipótese do prolongamento dos "campos" de Palmas e do Erê, até as margens do Rio Paraná fronteira com o Paraguai, e o mais importante era povoar a região. Permaneceu com sua caravana três anos em território Argentino hoje Missiones.
Em 1881, depois de terminada a Guerra do Paraguai, o Brasil e Argentina ainda discutiam sobre a posse de territórios, antes que a situação se agravasse, em 7 de setembro de 1889, optou-se por um decisão arbitral internacional,  foi criado uma Comissão Mista, para estudos das fronteiras, onde o árbitro escolhido foi o Presidente Cleveland, dos Estados Unidos da América.
O principal argumento do Brasil, defendido pelo Barão do Rio Branco, foi o do "Uti Possidetis", ou seja, o reconhecimento pela posse sobre o território por brasileiros. Sendo que na tese foi apontado no mapa, feito pelo Gen. Dionísio Cerqueira, as residências dos familiares de Dom Vicente A. de Lara e a ocupação feita na região e inclusive em território Angertino, Missiones. Dando o parecer favorável ao Brasil.
Outro fato histórico foi a passagem da Coluna Prestes por nosso território, em 1924, Luiz Carlos Prestes, com o Batalhão Ferroviário de Santo Ângelo-RS, onde era Tenente, partiu com 1500 homens para juntar-se com as tropas de Isidoro Dias Lopes que estavam em Foz do Iguaçu. Com a intenção de derrubar o governo de Arthur Bernardes, na época Presidente da Republica.
Depois da perda do Tenente Portela no combate da Ramada, Prestes atravessou o rio Uruguai, via o Porto Feliz, hoje Mondai em 31 de janeiro de 1925.
Prestes e Emydio de Miranda marcharam à procura do Coronel Fedêncio de Mello, que avançavam para Clevelândia, confidenciando com eles em Campo Erê. Sendo que, os combates mais notáveis foram o do Jardim ou Treme - Treme da "Conceição" nas quais numerosas baixas. Pois Conceição era a Fazenda Conceição que pertence ao município de Palma Sola.
Segundo entrevistas podemos afirmar que, os primeiros colonizadores chegavam em Palma Sola, pela região do Paraná, pois era mais favorável, sendo que era mais fácil o deslocamento pelos campos do Erê, Palmas, do que vir por terras dobradas que se encontram em ao lado sul e oeste do município.
O nome de Palma Sola, segundo tradição popular, é derivada de Palma Suela, que significava na expressão castelha, palmeira solitária, que ficava localizada na atual praça central do município. Essa palmeira na parte superior do tronco dividia-se em três partes e servia como referencia para que chegava e para forasteiros que por ali passavam.
Por volta de 1920, já havia algumas famílias de caboclos que moravam no município, isolados de outras civilizações,  alguns chegavam a se identificar como índios pois viviam de forma simples, plantavam somente para subsistência, a forma de comercio era a troca, e o principal produto era o sal, tecido, produtos que não era produzido na propriedade. As famílias se denominavam os Lara, Cabral, Mello, Oliveira, Rocha, Piruchim, algumas desta oriundas da Argentina.
 Somente em 1945 começaram a chegar colonos gaúchos, descendentes de italianos e germânicos, poloneses. Dentre eles estavam os Jungs.
Em 1951, chega a família Crestani e juntamente trouxeram os Pauletti, Gritti, Zabot, no total em 23 pessoas, passando por Clevelandia, Marmeleiro e Flor da Serra.
Como na maioria dos municípios da região os imigrantes obtinham a compra de terras através de empresas colonizadoras. Deste modo a família Crestani com a intenção de desenvolver as atividades econômicas, construiu uma serraria e formou-se um núcleo de povoação.
O sonho dos pioneiros  tornou-se realidade em 18 de dezembro de 1961, quando o então Governador Celso Ramos Sancionou a Lei nº. 787/61, passando Palma Sola a categoria de município. A 30 de dezembro do mesmo ano o município era oficialmente instalado.
REFERÊNCIAS
DEBONA, Narcélio Inácio. Memórias da Colonização de Palma Sola. São Miguel do Oeste -SC: Mclee, 2003.
PEREIRA, Gilberto Schreiner. As Cidades Gêmeas. Blumenau:Odorizzi,2004.
Entrevistas com os Pioneiros do município de Palma Sola.
Documentos em arquivos publico.